# Sofia Carlota da Baviera
Sofia Carlota Augustina de Wittelsbach (em alemão:  Sophie Charlotte Augustine von Wittelsbach; Castelo de Possenhofen,  22 de fevereiro de 1847 - Paris, 4 de maio de 1897), foi Duquesa da Baviera por nascimento e Duquesa de Alençon pelo casamento. E por um breve período foi a noiva de seu primo, o rei Luís II da Baviera.

## Biografia

### Família
Sofia era a nona filha de Maximiliano José, Duque na Baviera e da princesa Luísa Guilhermina da Baviera. Seus avós paternos foram o duque Pio Augusto da Baviera e a princesa Amélia Luísa de Arenberg; enquanto seus avós maternos foram o rei Maximiliano I José da Baviera e sua segunda esposa, a princesa Carolina de Baden.

Entre seus irmãos encontram-se a imperatriz Isabel da Áustria (conhecida como Sissi) e a rainha Maria Sofia das Duas Sicílias.
Entre seus primos, está o imperador Francisco José da Áustria, o imperador Maximiliano do México, a imperatriz Amélia do Brasil, a rainha Josefina da Suécia, o rei Otto da Grécia, o rei Maximiliano da Baviera, e os reis Alberto e Jorge da Saxônia.

### Pretendentes
Com uma beleza equiparável à das irmãs, Sofia teve muitos pretendentes. Porém, a princesa era bastante exigente e recusou as propostas de diversos candidatos, como o arquiduque Luís Vítor da Áustria, irmão mais novo do imperador Francisco José I (cunhado de Sofia). O arquiduque era homossexual e o matrimônio era uma imposição familiar. Algum tempo depois, Francisco José o baniu da côrte, proibindo sua entrada em Viena.

Também foi cortejada por seu primo, o rei Luís II da Baviera, que lhe enviava flores e cartas e a visitava com frequência em Possenhofen.

Sofia tocava piano e cantava muito bem e compartilhava com Luís II o gosto pela música de Richard Wagner. Os primos ficaram noivos oficialmente e tudo levava a crer que a união seria feliz e benéfica para ambos. Entretanto, logo surgiram os primeiros sintomas dos graves transtornos mentais que acompanhariam o rei da Baviera até o fim da vida.

O tempo passou e Luís não parecia disposto a marcar a data para o casamento. Desiludida, Sofia iniciou um romance secreto com o fotógrafo Edgar Hanfstaengl. Os amantes se encontravam às escondidas, com a ajuda da dama-de-companhia da princesa. 

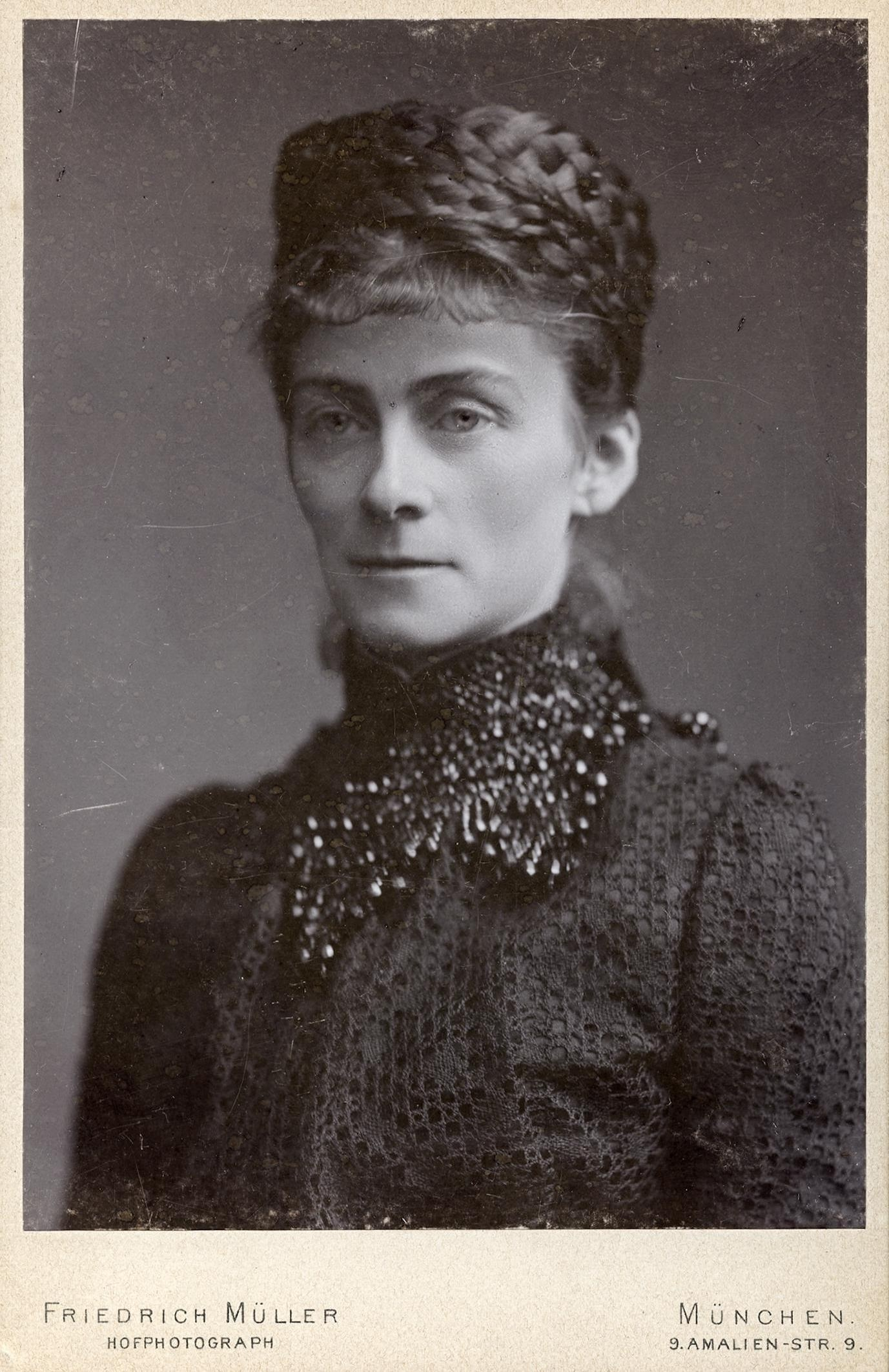
Sofia Carlota à época de sua morte.

Em 7 de outubro de 1867, Luís escreveu à prima rompendo o compromisso e afirmando que não desejava romper os laços de amizade que os uniam. Inicialmente, a princesa sentiu-se ferida em seu orgulho, mas acabou ponderando que um casamento com aquele homem não resultaria em nada além que uma fonte de infelicidades.

Quando Luís II morreu, em 13 de junho de 1886, Sissi afirmou que o primo lhe apareceu num sonho, anunciando uma morte violenta para a imperatriz e um trágico fim para Sofia.

### Casamento e filhos
Ainda decepcionada por não ver a filha no trono da Baviera, Luísa encontrou outro pretendente para Sofia. O eleito foi o príncipe Fernando de Orléans, duque d'Alençon, filho do príncipe Luís de Orléans, duque de Nemours e da princesa Vitória de Saxe-Coburgo-Koháry. Fernando era neto do rei Luís Filipe I de França e irmão do príncipe Gastão de Orléans, conde d'Eu, consorte da princesa Isabel de Bragança, herdeira do trono do Império do Brasil. O noivado ocorreu em 24 de junho de 1868 e o casamento foi celebrado três meses depois, em Possenhofen. O casal teve dois filhos:
- Luísa (1869-1952), casada com o príncipe Afonso da Baviera, com descendência.
- Emanuel Maximiliano (1872-1931), casado com a princesa Henriqueta da Bélgica, com descendência.

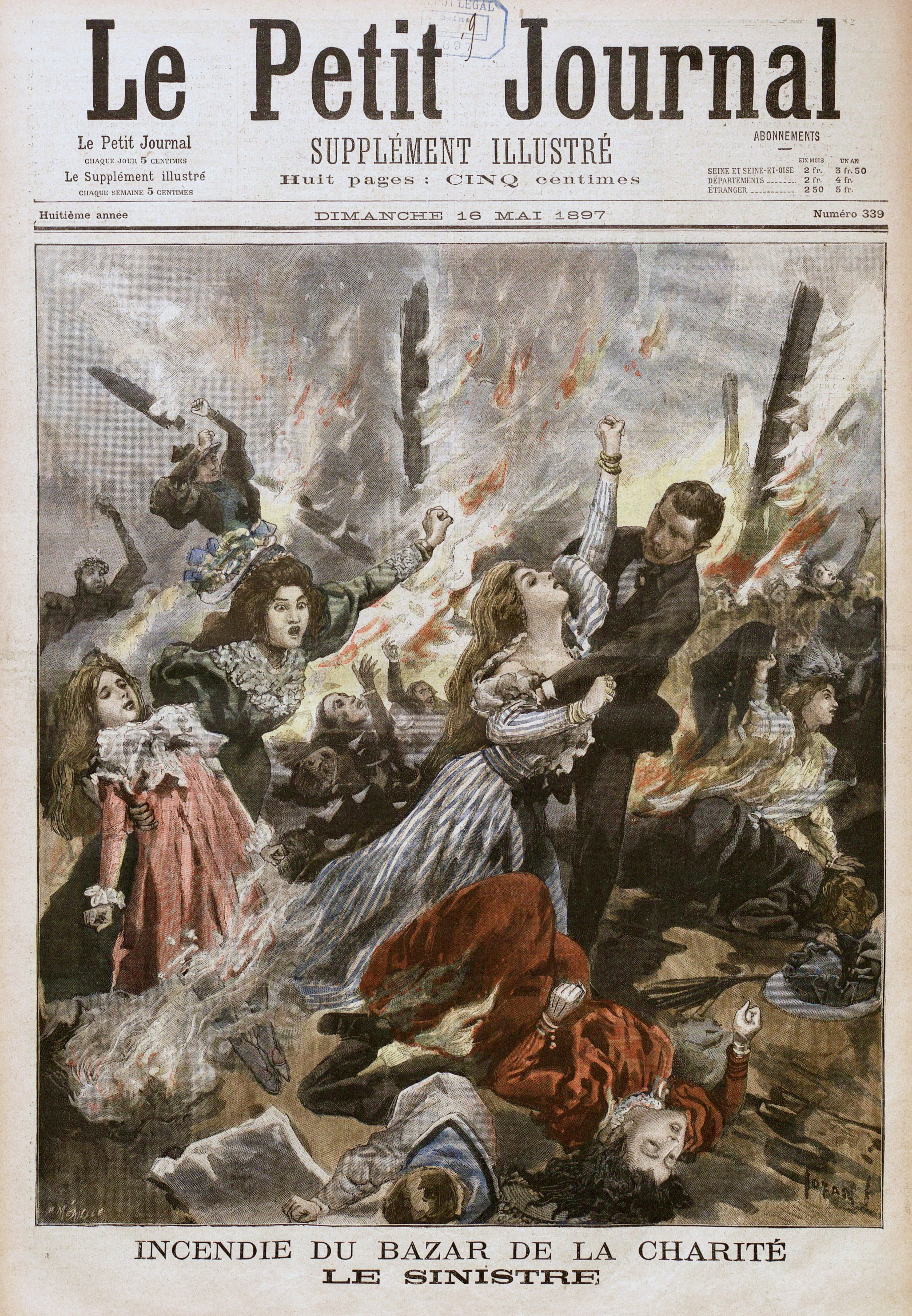
Incêndio no Bazar de la Charité.

### Depressão
Os primeiros meses de casamento transcorreram felizes em Bushy House, próximo a Londres. Sofia era uma amazona experiente e gostava de caçadas. Com a chegada do outono, porém, a princesa caiu em profunda depressão, que não melhorou nem mesmo com o nascimento de sua filha, em 19 de julho de 1869.

O casal aceitou o convite do duque d'Aumale para hospedar-se no Palácio de Orléans, em Palermo. Sofia parecia recuperar o bom humor mas, por pertencerem a um ramo da Casa de Bourbon (a mesma da recém alijada família real das Duas Sicílias), ela e o marido não foram bem recebidos pelos sicilianos.

A partida repentina de Palermo agravou novamente o estado mental de Sofia. Os duques d'Alençon seguiram então para Roma, como hóspedes de Maria Sofia da Baviera, ex-rainha das Duas Sicílias e irmã de Sofia. Posteriormente, foram para Merano, onde nasceu Emanuel, o tão esperado filho varão. As tentativas de seu marido, de levá-la a todos os lugares onde ela pudesse se sentir confortável, acabaram não surtindo efeito, pois as viagens constantes só resultaram na piora de sua doença mental.

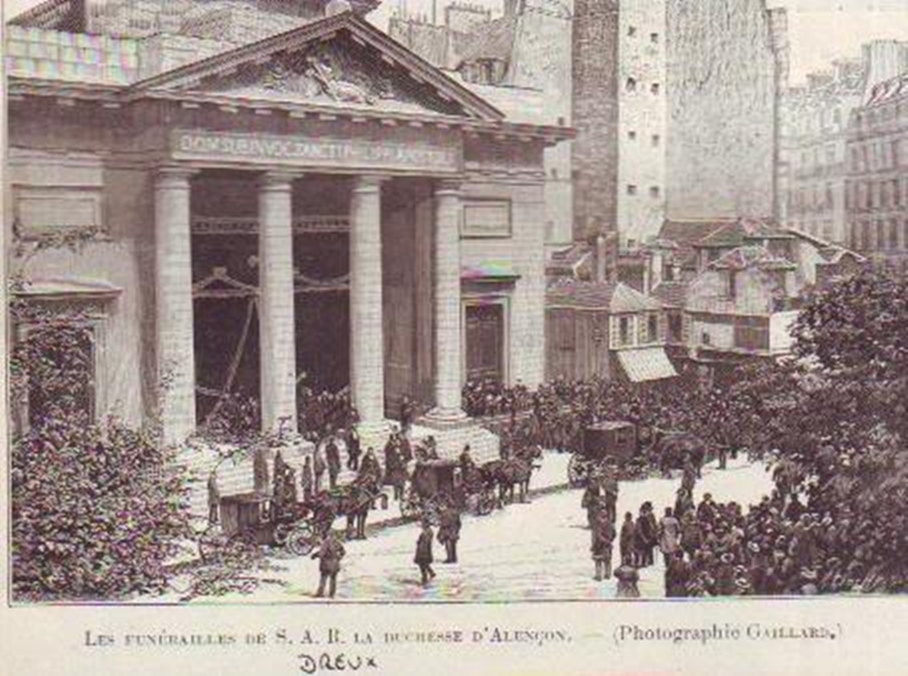
Funerais de Sofia Carlota da Baviera, 1897.

### Internamento
Com 40 anos, Sofia Carlota inicia uma relação extraconjugal com um médico ginecologista, casado e pai de família, o Dr. Glaser. Os dois Chegam mesmo a fugir, mas são encontrados e obrigados a separarem-se. 
Após entrar em depressão, Sofia Carlota é internada na clínica para doenças nervosas do Dr. Krafft-Ebing, em Graz, onde foi diagnosticado que seus transtornos mentais tinham origem numa infecção causada pela escarlatina. A pretexto de "malformações do cérebro" e disfunções de comportamento, é  sujeita a terapias de choque, tais como disparos de fuzil junto aos ouvidos e duches gelados. Volta ao seio da família supostamente "curada", mas para sempre melancólica.

### Últimos anos
Após ter alta da clínica, Sofia resolveu dedicar-se às obras de caridade. Ingressou na Ordem Terceira de São Domingos com o nome de Irmã Maria Madalena e abraçou a religião com grande fervor.

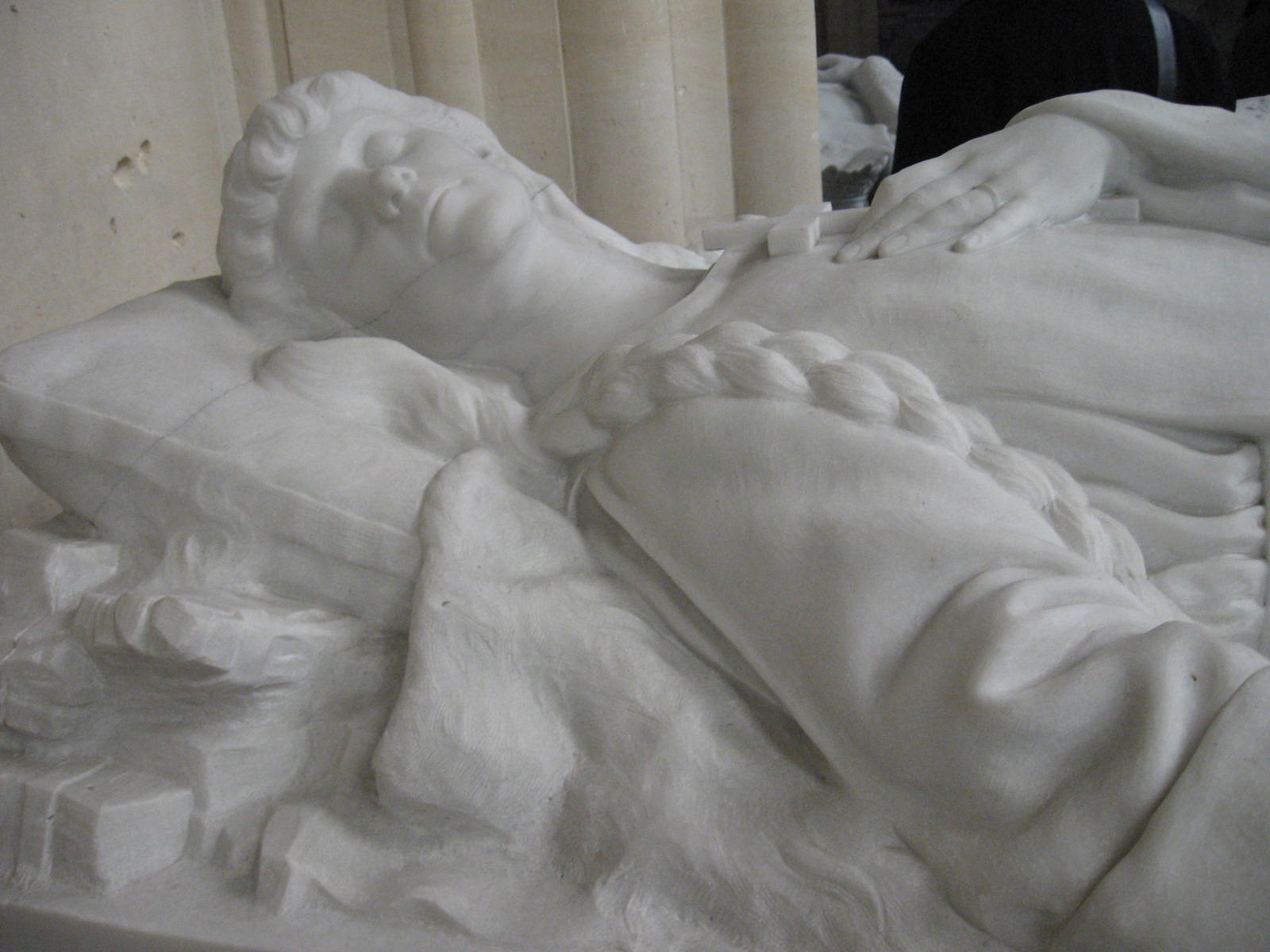
Túmulo de Sofia Carlota na Capela Real de Dreux.

Entre 3 e 6 de maio de 1897, em Paris, as irmãs dominicanas organizaram uma feira beneficente no Bazar de la Charité, um edifício industrial escolhido por Sofia por ser mais adequado para a montagem dos stands. Os irmãos Lumière também foram convidados para o evento, para apresentar seus filmes (com material e equipamentos altamente inflamáveis). Subitamente, um acidente com uma das lâmpadas de éter (utilizada na exibição dos filmes) iniciou um incêndio que se alastrou rapidamente. Enquanto todos fugiam em pânico, Sofia preocupava-se em salvar as pessoas que estavam com ela atrás do balcão e a procurar por seu marido. Só decidiu fugir após colocar a última de suas auxiliares a salvo, mas as chamas já haviam tomado todo o bazar e Sofia não conseguiu sair de lá.
A lista oficial de mortos na tragédia foi de 132 pessoas, sendo 124 mulheres (damas da alta nobreza francesa e irmãs dominicanas, em sua maioria) e 9 homens. A identificação dos mortos no incêndio foi bastante difícil, pois a maior parte dos corpos estava carbonizada. Embora Sofia tenha sido reconhecida pela arcada dentária (com uma ponte e algumas incrustações de ouro) por seu dentista, sua camareira afirmou que o crânio carbonizado não pertencia à princesa. 

A cerimônia fúnebre foi realizada em 14 de maio de 1897, na igreja de Saint-Philippe-du-Roule. Sofia foi sepultada na Capela Real de Dreux.

## Nota
- Este artigo foi elaborado a partir tradução do artigo Sofia Carlotta di Baviera, da Wikipédia em italiano, que se encontrava nesta versão.